# Obergoms
Obergoms (toponimo tedesco) è un comune svizzero di 650 abitanti del Canton Vallese, nel distretto di Goms.

## Storia
Il comune di Obergoms è stato istituito nel 2009 con la fusione dei comuni soppressi di Obergesteln, Oberwald e Ulrichen; capoluogo municipale è Obergesteln.

## Geografia antropica

### Frazioni
- Obergesteln[2]
- Oberwald[3]
  - Belvédère
  - Bergdorf
  - Gletsch[4]
  - Obergeren
  - Untergeren
  - Unterwassern
- Ulrichen[5]
  - Zum Loch